# Brodotrogir
Brodotrogir d.d. är ett skeppsvarv i Trogir i Kroatien. Det grundades år 1944 och privatiserades i april 2013. Det ägs sedan privatiseringen av Kermes Energija. I produktsortiment ingår bland annat tankfartyg, flytdockor, passagerarfartyg, bogserbåtar och räddningsfartyg som tillverkas för den inhemska marknaden eller exporteras.
Skeppsvarvet är beläget på ön Čiovo sydväst om Trogirs historiska stadskärna.